# Manganeses de la Polvorosa
Manganeses de la Polvorosa est une municipalité espagnole de la communauté autonome de Castille-et-León et de la province de Zamora. En 2015, elle comptait 719 habitants.
La municipalité est connue pour une pratique qui fut jugée contraire aux droits des animaux, le lanziamento de cabra ou el salto de la cabra dans lequel une chèvre vivante était jetée depuis le clocher de l'église chaque quatrième dimanche du mois de janvier. Les habitants la recevaient dans une grande toile tendue. Beaucoup de chèvres survivaient, mais d'autres non. Si la chèvre survivait, elle était paradée dans les rues du village, devenant une légende vivante.
Cette pratique qui existait encore dans les années 1990 fut interdite en l'an 2000, à la suite de protestations d'associations de défense du bien-être animal,,,.